# مایباخ ام‌بی.۴
مایباخ ام‌بی. ۴ (به انگلیسی: Maybach Mb.IV) یک موتور هواگرد ساختِ کارخانهٔ مایباخ در کشور آلمان است.